# Suzuki Akira (Sprachforscher)

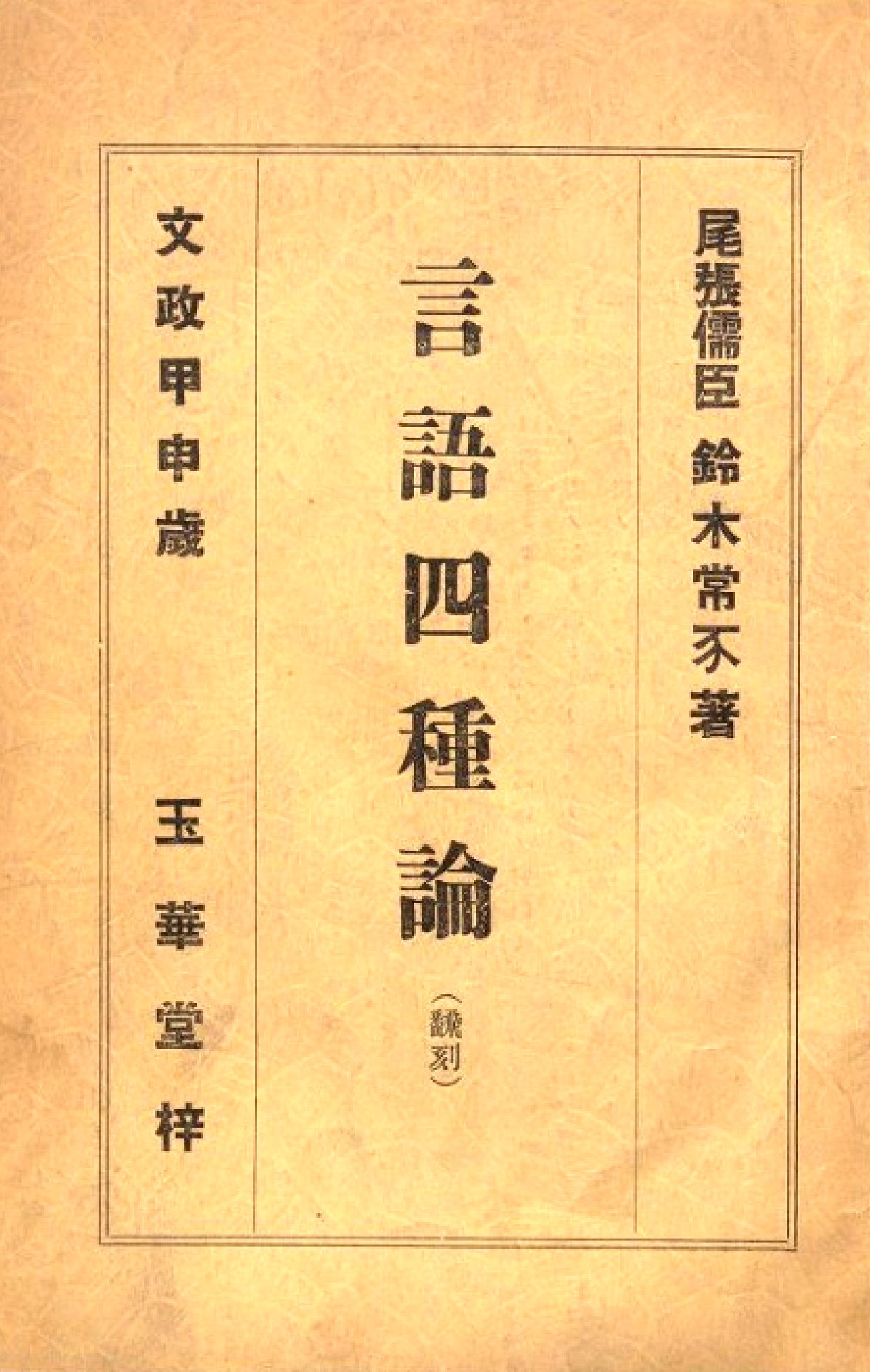
Umschlag des Gengyo shishu ron

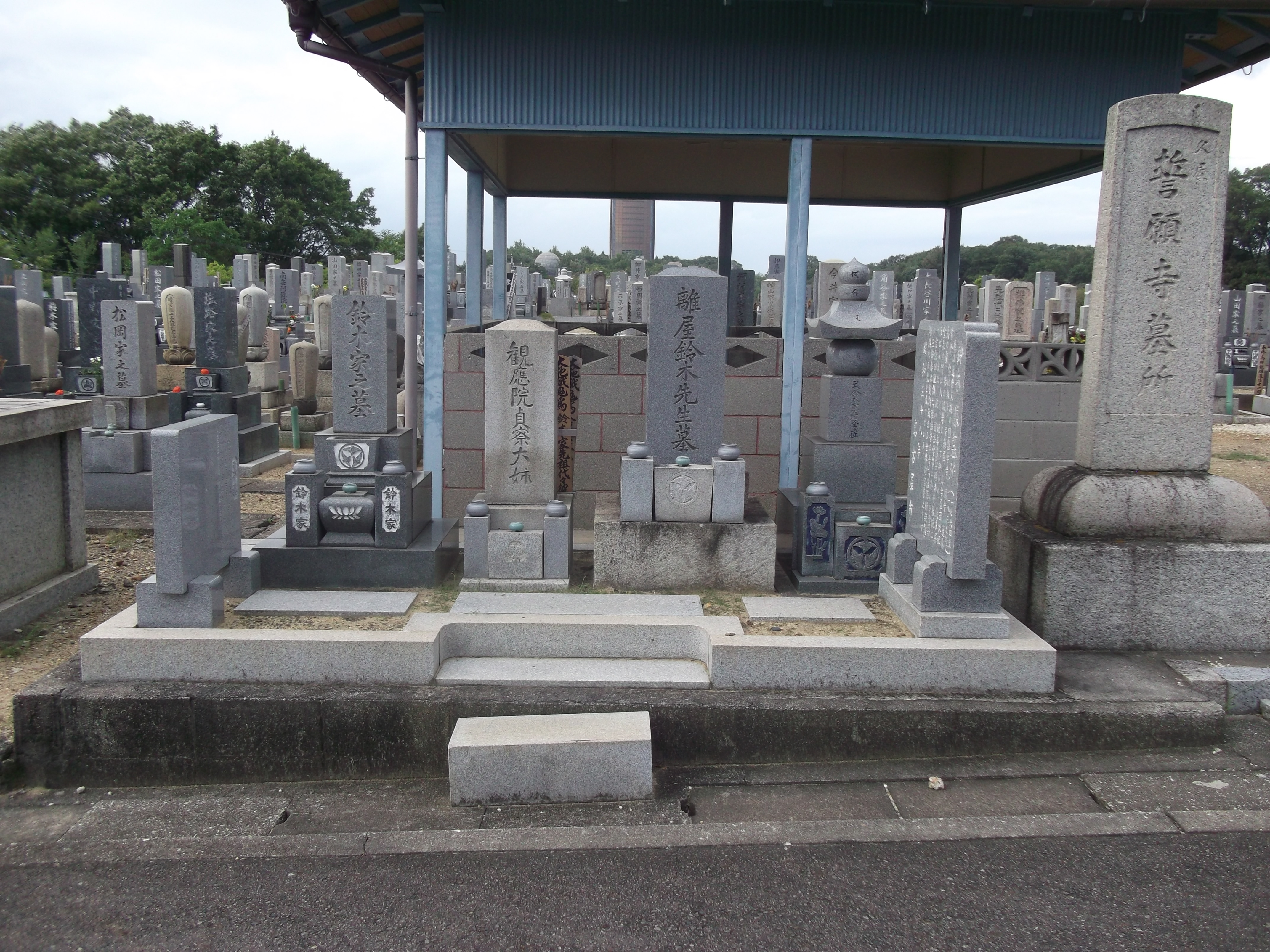
Suzukis Grab

Suzuki Akira (japanisch 鈴木 朖 mit dem Künstlernamen Suzuki Hanareya (鈴木 離屋); geboren 3. April 1764 in der Provinz Owari; gestorben 8. Juli 1837) war ein japanischer Literaturtheoretiker, Sprachforscher und Verfechter der Nationallehre während der späteren Edo-Zeit.

## Leben
Suzuki Akira wurde als 3. Sohn des im Owari-han tätigen Arztes Yamada Jūzō (山田 重蔵) geboren. Er studierte ab 1771 Nanga-Malerei unter Niwa Yoshinobu (丹羽 嘉言; 1742–1786), dann ab 1775 die Lehre des Konfuzius unter einem Meisterschüler des Ōuchi Yūji (大内 熊耳; 1697–1776), nämlich unter Ichikawa Kakumei (市川 鶴鳴; 1740–1795). Er wurde schon in jungen Jahren bekannt, so durch die „Erzählung über einen Bewohner der O-Burg [Burg Nagoya]“ (尾城人物語, Ojōjin monogatari), die er mit 15 Jahren veröffentlichte. Ab 1781 führte er die Familie seines Großvaters Suzuki Ueimon (鈴木 右衛門) weiter.
Als 1783 die Schule des Owari-han unter dem Namen Meironkan (明倫館) eröffnet wurde, wollte ihn der Konfuzianist und Leiter Hosoi Heishū (1728–1801) zur Mitarbeit überreden, Suzuki lehnte jedoch ab. Zu der Zeit veröffentlichte Suzuki „Gedanken und Fragen“ (思問録 Shimon-roku), eine Schrift, in der er Arai Hakusekis Schrift „Sairan igen“ (采覧異言) analysierte. 1785 kopierte er eine Reihen von Schriften, die Motoori Norinaga verfasst hatte und zeigte damit Interesse auch an der Linguistik.
1789 ging Suzuki nach Edo und kam mit den Konfuzianisten wie Ogyū Sorai (1666–1728) und Minagawa Kien (1734–1807) in Kontakt, sowie mit den Arbeiten über die japanische Sprache von Norinaga und Fujitani Nariakira (1738–1779). 1792 wurde Suzuki, zusammen mit Ishihara Masaaki (石原 正明; 1760–1821), Schüler von Motoori Norinaga. Suzuki hörte Norinagas Vorlesungen, wenn dieser in Nagoya zu Besuch war. 1821 wurde Suzuki zum obersten Konfuzianisten des Owari-han befördert. 1824 wurde Hirata Atsutane auf ihn aufmerksam. Ab 1833 sollte die Nationallehre, der Mode folgend, auch an der Han-Schule unterrichtet werden. Der dafür geschaffene Lehrstuhl wurde Suzuki übertrage.
Suzukis Ideen beeinflussten Norinagas Sohn, Motoori Haruniwa (1763–1828), und Tōjō Gimon (1786–1843). 1834 zog Suzuki noch einmal innerhalb Nagoyas um, erkrankte und starb drei Jahre später.

## Zum Werk
Zu Suzukis Arbeiten zur japanischen Grammatik, die am meisten beachtet wurden, gehört seine Theorie der Wortklassen, ähnlich der Einteilung der europäischen Sprache. Seine Hauptklassen waren
- tai no kotoba (体の言葉), „Substanz-Wörter“, also Substantive,
- arikata no kotoba (在り方の言葉), „Wörter des Status“, Adjektive,
- shiwaza no kotoba (仕業の言葉), „Wörter des Handelns“, Verben,
- te-ni-o-ha (てにをは), nichtabgeleitete Adverbien, Präpositionen, Konjunktionen, Interjektionen.

Dabei unterschied er zwischen den ersten drei Klassen, die Konzepte ausdrücken, die der Verstand nutzt, um Erfahrungen zu organisieren, und der vierten Klasse. Diese drückt geistige Aktivitäten direkt aus. Diese Unterscheidung wurde später vom modernen Grammatikspezialisten Tokieda Motoki (1900–1967) aufgegriffen und weiter entwickelt.

## Publikationen (Auswahl)
Zu Suzukis bekanntesten Werken zur japanischen Grammatik gehören
- Gengyo shishu ron (言語 四種 論), erschienen 1824, und
- Katsugo danzoku fu (活語 断続 譜), posthum publiziert.